# Другет, Янош II
Янош (II) Другет (венг. homonnai Druget (II.) János, словац. Ján II. Druget Humenský; ок. 1320—1362) — венгерский дворянин неаполитанского происхождения. Будучи несовершеннолетним сыном своего отца, он прибыл в Венгерское королевство вместе со своей семьей по приглашению короля Карла I Роберта на рубеже 1327/1328 годов, став самой могущественной семьей в Венгрии. Однако недавно возведенный на престол Людовик I конфисковал большую часть их богатства в 1342 году. Янош сменил своего старшего брата Миклоша Другета на посту ишпана графства Унг в 1354 году. Янош был основателем и первым членом гуменнской ветви семьи Другет. Это оставалось единственной выжившей кадетской ветвью семьи к началу XV века, следовательно, все последующие Другеты произошли от Яноша. Семья Другет вымерла в 1684 году.

## Крестник королевы Клеменции
Янош II был третьим и младшим сыном Яноша (Жана) I Другета (ок. 1286—1333) и Паски де Бононенси. Семья Другет принадлежала к неаполитанской элите французского или провансальского происхождения, которая прибыла в Апулию (Южная Италия) с графом Карлом I Анжуйским в 1266 году. К первому десятилетию XIV века братья Филипп и Жан Старший считались самыми важными членами семьи. В то время как Янош поступил на службу Клеменции Венгерской, на короткое время королевы-консорта Франции и Наварры, Янош II был намного моложе своих старших братьев, Вильгельма и Николаса I. Он родился в конце 1310-х или начале 1320-х годов, а его крестной матерью была сама королева Клеменция, согласно её последней воле и завещанию в 1328 году. У них также была сестра, возможно, по имени Клеменция, которая была того же возраста, что и Янош, и также была крестницей вдовствующей королевы. Дети Яноша Другет выросли вместе в королевском дворе Клеменции в Париже и Экс-ан-Провансе. Также вероятно, что Янош Другет уже родился там.

## Карьера в Венгрии

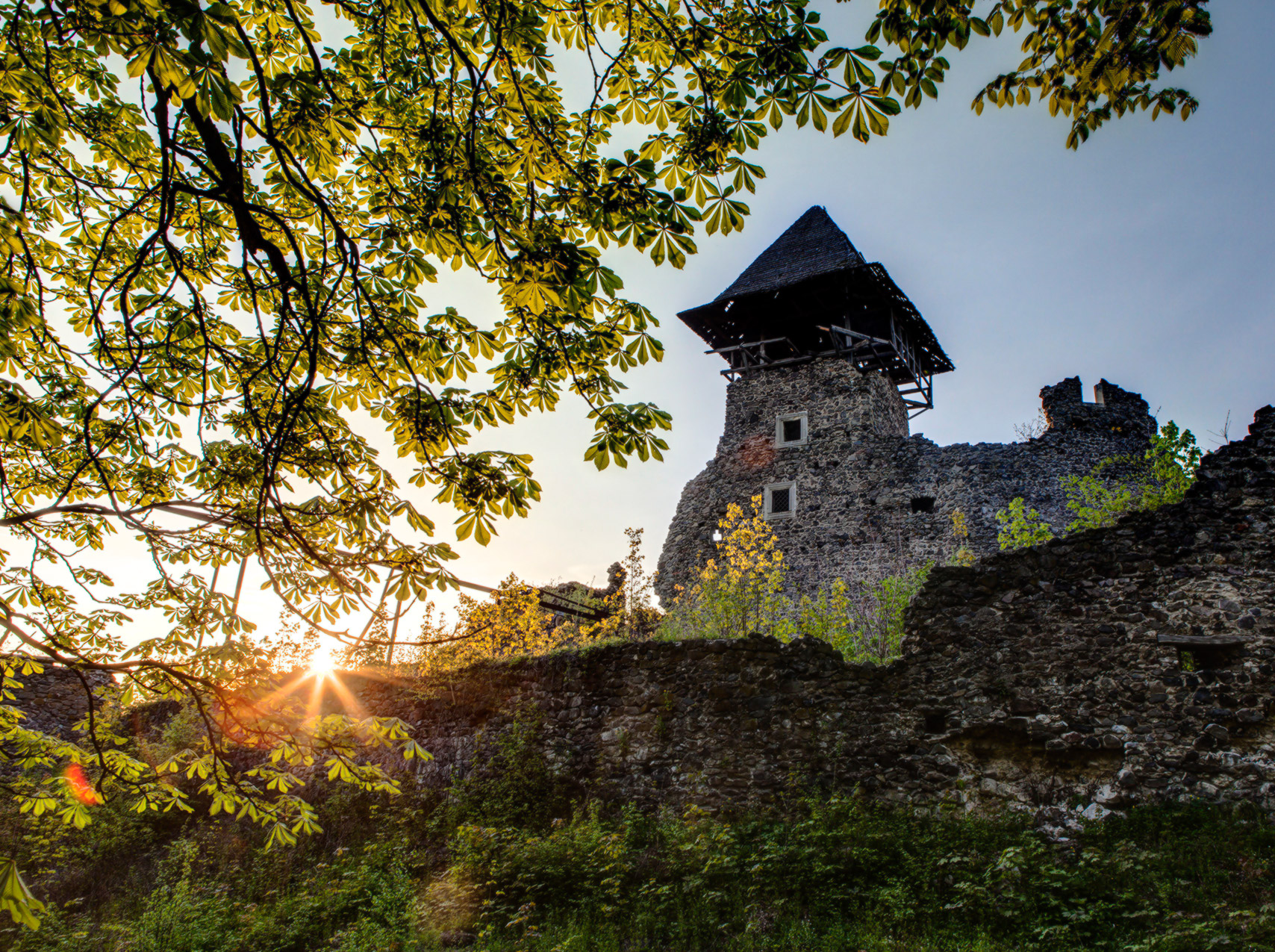
Янош Другет был совладельцем Невицкого замка (сегодня в Украине) с 1343 года

Жан (в Венгрии — Янош) Другет и его семья были приглашены из Неаполя в Венгрию королем Карлом I Робертом, чтобы унаследовать богатство и власть Филиппа Другета, который умер в 1327 году. В то время как Янош Старший Другет сменил своего брата на посту палатина Венгрии, его старший сын Вильгельм, которому было за двадцать, унаследовал богатство своего покойного дяди и крупную провинцию на северо-востоке Венгрии, мгновенно став самым богатым и могущественным магнатом в Венгерском королевстве. В венгерских исторических записях нет упоминаний о Яноше Младшем до 1343 года, вероятно, из-за его малолетства. Когда бездетный Вильгельм Другет составил свое последнее завещание в августе 1330 года, где он назначил наследником всех своих владений своего младшего брата Миклоша по принципу первородства (то есть младший брат Янош II был исключен из наследства).
Король Карл и Вильгельм Другет умерли в течение нескольких недель в 1342 году. Поскольку у Вильгельма не было потомков мужского пола, Миклош Другет унаследовал бы его большое богатство и власть в Северо-восточной Венгрии, но в результате придворных интриг недавно возведенный на престол Людовик I конфисковал подавляющее большинство наследства, в то время как Другеты были лишены власти. 7 января 1343 года состоялось судебное заседание, на котором Миклош и Янош II Другеты — то есть он к тому времени достиг совершеннолетия — представили хартию, чтобы доказать свое право на наследство своего старшего брата Вильгельма. В результате братьям вернули три замка — Барко (Бреков, Словакия), Йезене (Ясенов, Словакия) и Невицке (Невицке, Украина) — из девяти, которые у них были, и они были фактически оттеснены на территорию комитатов Унг и Земплен, относительно малозаселенной области в северо-восточной части Венгерского королевства. Миклош и Янош Другеты стали владельцами поместья Омон в Земпленском комитате, которое состояло из 22 деревень, включая его центр Омон (Гуменне, Словакия). После этого Янош появился в исторических документах исключительно в качестве компаньона своего старшего брата в различных имущественных вопросах и судебных процессах в следующем десятилетии, например, во время долгожданного судебного процесса между ними и главой Лелеса (Leles).
После того, как Миклош Другет был назначен королевским судьей в 1354 году, Янош сменил его на посту ишпана комитата Унг. Миклош Другет скончался в следующем 1355 году, таким образом, Янош стал старейшим и главным членом семьи Другет. У него было пять сыновей от его неизвестной жены: Себастьян, Янош IV, Миклош II, Иштван I и Франц I, которые не занимали никаких должностей при жизни. В жизни рода Другет начался период упадка, который достиг своей низшей точки во время правления короля Сигизмунда Люксембургского (Янош V Другет даже присоединился к заговору против короля в 1403 году). В то время как потомки Миклоша жили в Герене (современный Хоржани, район Ужгорода), Янош и его сыновья управляли родовыми поместьями в Земпленском комитате после возможного раздела наследия, установив господство Гуменне, от которого его потомки также получили свой дворянский префикс, полностью интегрировавшись в местное венгерское дворянство. Янош II Другет скончался в 1362 году. Гуменнская линия рода Другет, происходившая от Яноша через его сына Миклоша II, продолжала существовать до 1684 года, как единственная выжившая линия семьи Другет.